# Castillo y parque de Teillan
El castillo y parque de Teillan (en francés: Château et parc de Teilla) es un castillo MH y arboreto con 5 hectáreas de extensión, ubicado en el sureste de Francia, en Aimargues, Francia. Aimargues se encuentra en la intersección de las grandes regiones históricas del Languedoc y la Provenza, y de las áreas naturales notables: la Camargue (en el sur) y la «plateau des Costières» (al norte). 
Actualmente es una propiedad privada. Está rodeado por un parque ajardinado diseñado en el siglo XIX donde se puede ver estelas y de mojones miliares romanos, una noria, un mikve, así como los vestigios del siglo XVII.

## Historia

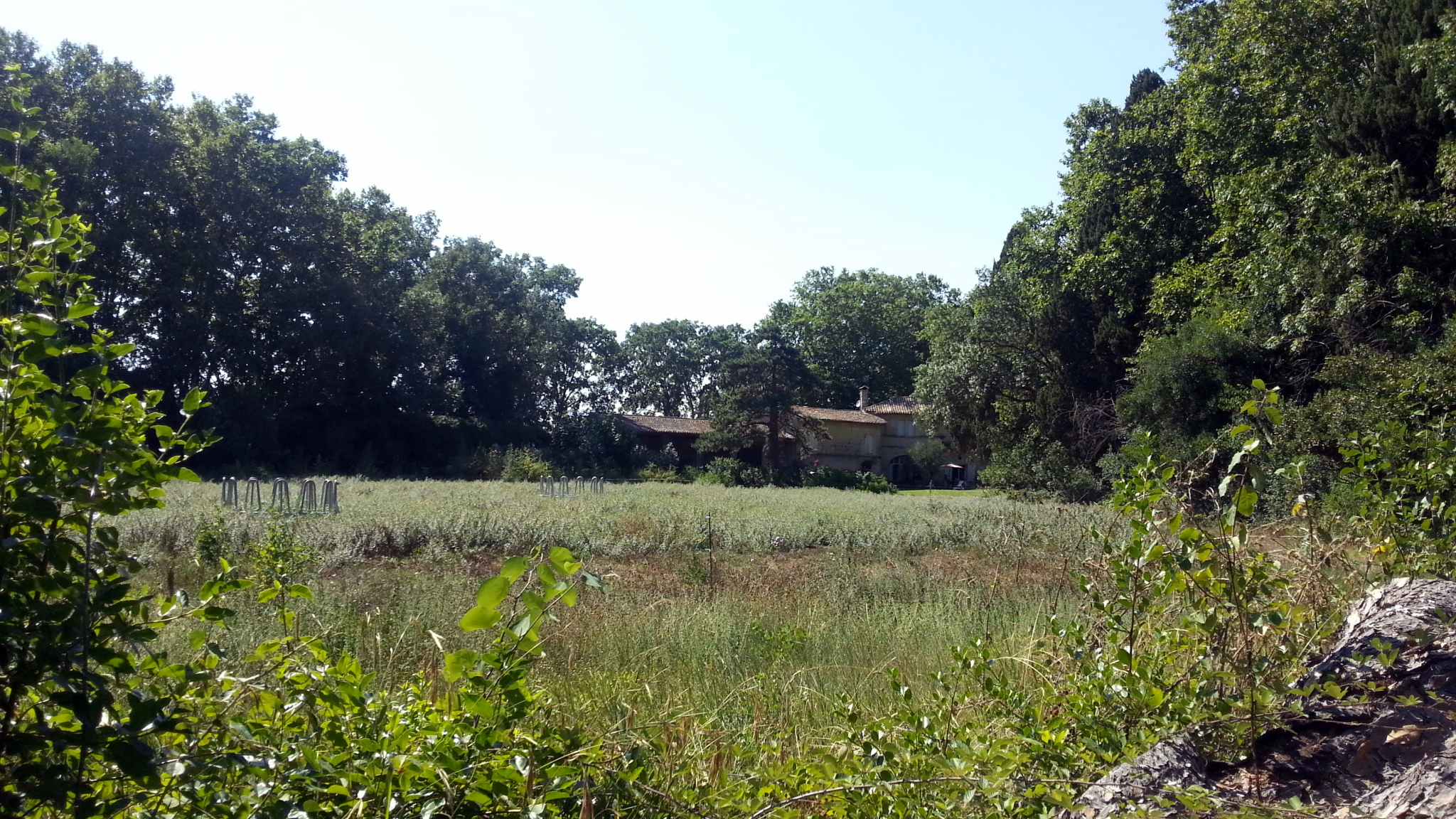
VEl antiguo pabellón de caza del "château de Teillan"

En el siglo X, el castillo de Teillan pertenecía a los vizcondes de Aton, condes Carcassonne y Razes. 
Hasta finales del siglo XVI, el castillo de Teillan se convirtió en una dependencia de la abadía de Psalmody, que fue adquirida por el consejero del rey Philippe de Bornier. 
Lugar de culto reconocido por la Iglesia Reformada en el Edicto de Nantes. Se mantuvo sin cambios desde principios del siglo XVII, el castillo sufrió algunos daños en 1793 (destrucción de una torre, reconstruida en 1873, y la puerta fotificada del este). 
En el siglo XVIII, pasó a la familia "Adhemar". Fue en este castillo de Teillan donde murió como prefecto Pierre Melchior d'Adhemar en 1821.
Durante el siglo XIX, se modificaron las zonas comunes, las fachadas y algunas cubiertas. El castillo extiende sus edificios alrededor de un patio al que se accede a través de un arco debajo de las alaa comunes.
Desde 1991 a 1992, se encontró situado a 2 km al noreste del castillo, cerca de "mas de la Jasse d'Isnard", un antiguo "castrum" romano con el nombre de villa Telianum con su iglesia de Saint-Silvestre, estuvo habitado desde el  siglo I al siglo VI, después del siglo X al siglo XII.

## Colecciones
Parque paisajista romántico del siglo XIX con vestigios del siglo XVII como la noria —situada en el centro del parque que servía para regar los jardines—o el palomar.
Como elementos vegetales son de destacar árboles maduros notables como Gingko biloba, Secuoyas, Photinias.

Detalles de estelas y mojones miliares
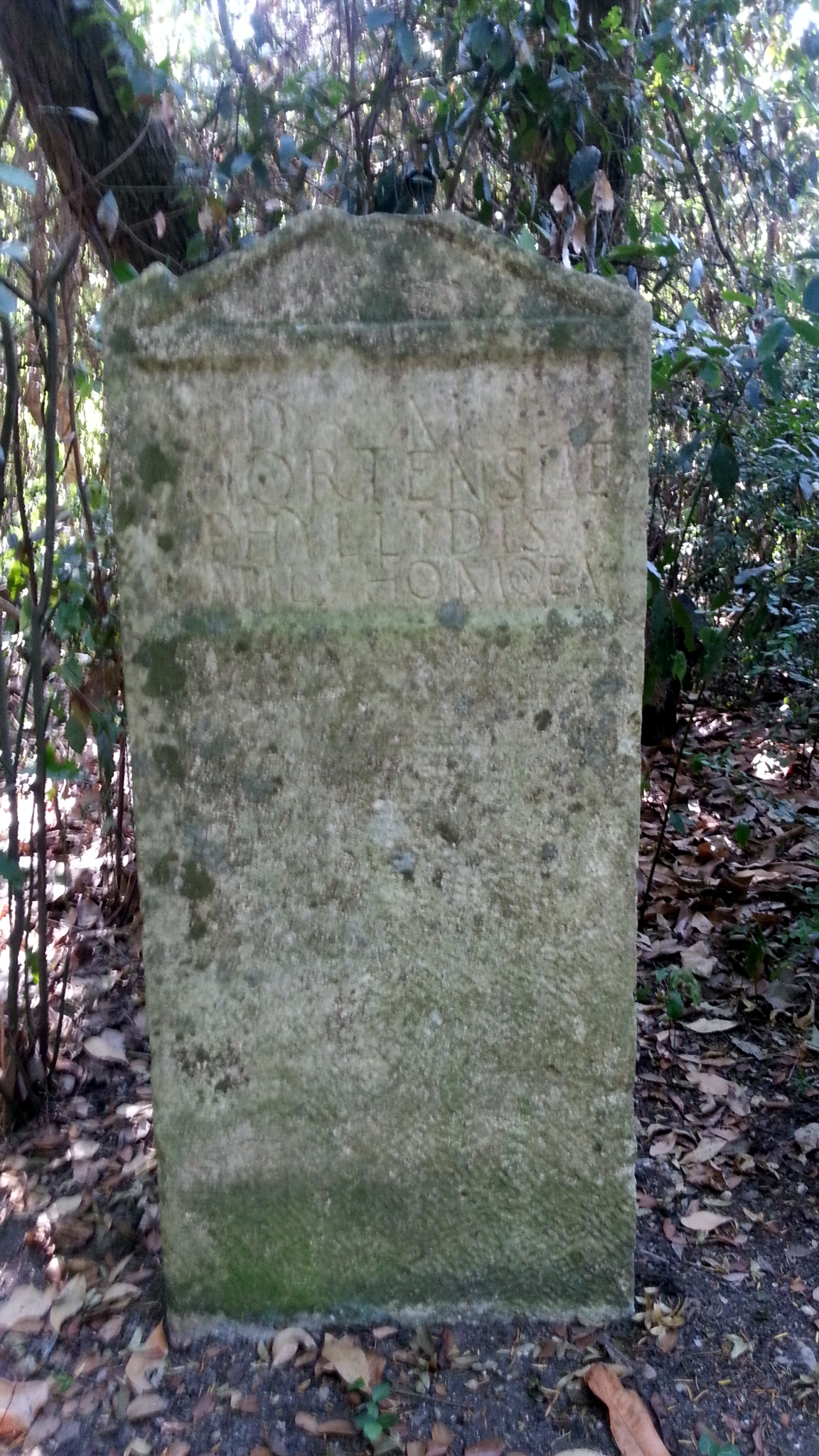
Estela de Hortensia al borde de la Via Domitia "Château de Teillan".
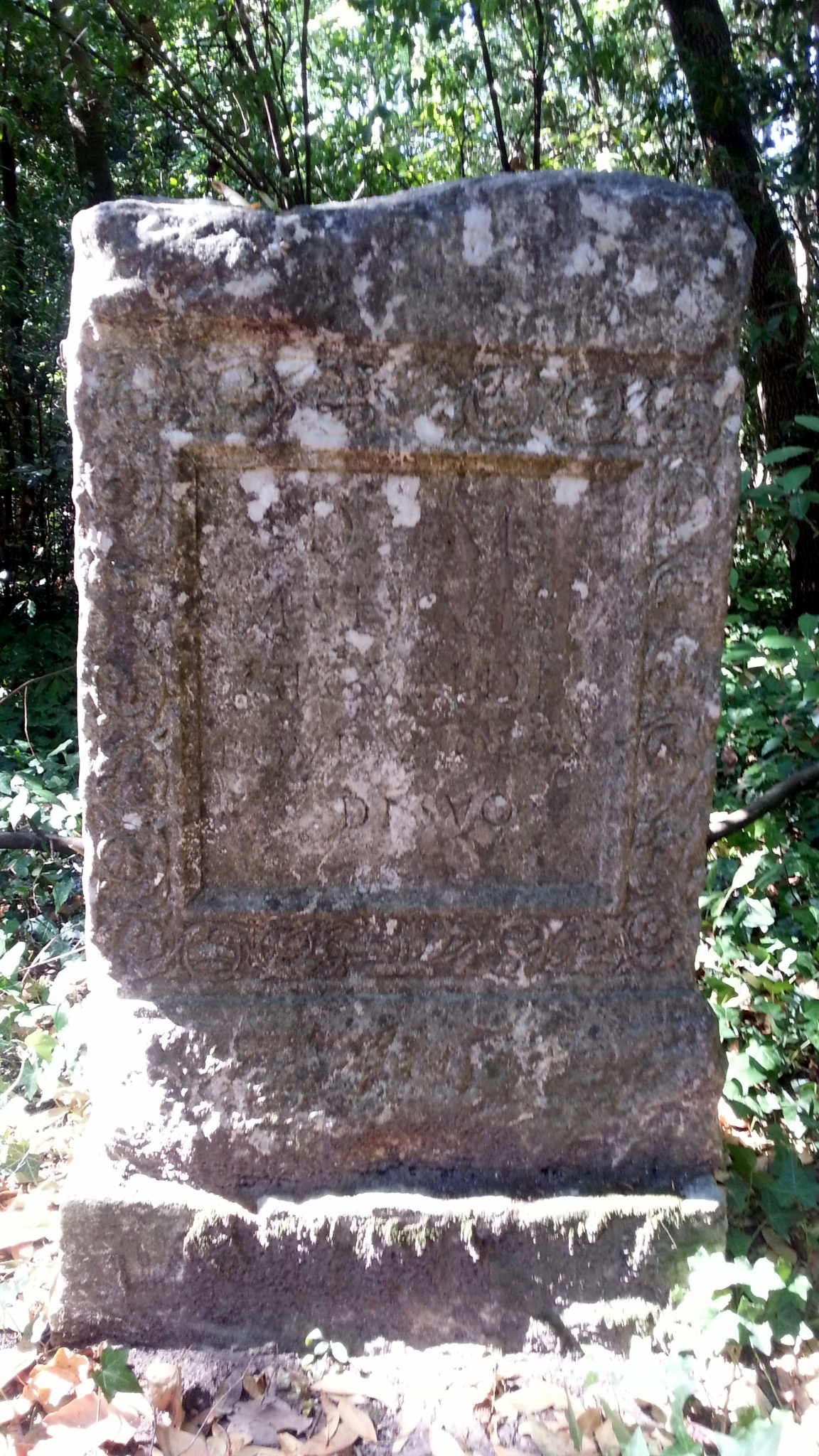
Estela de Servilius al borde de la Via Domitia "Château de Teillan".
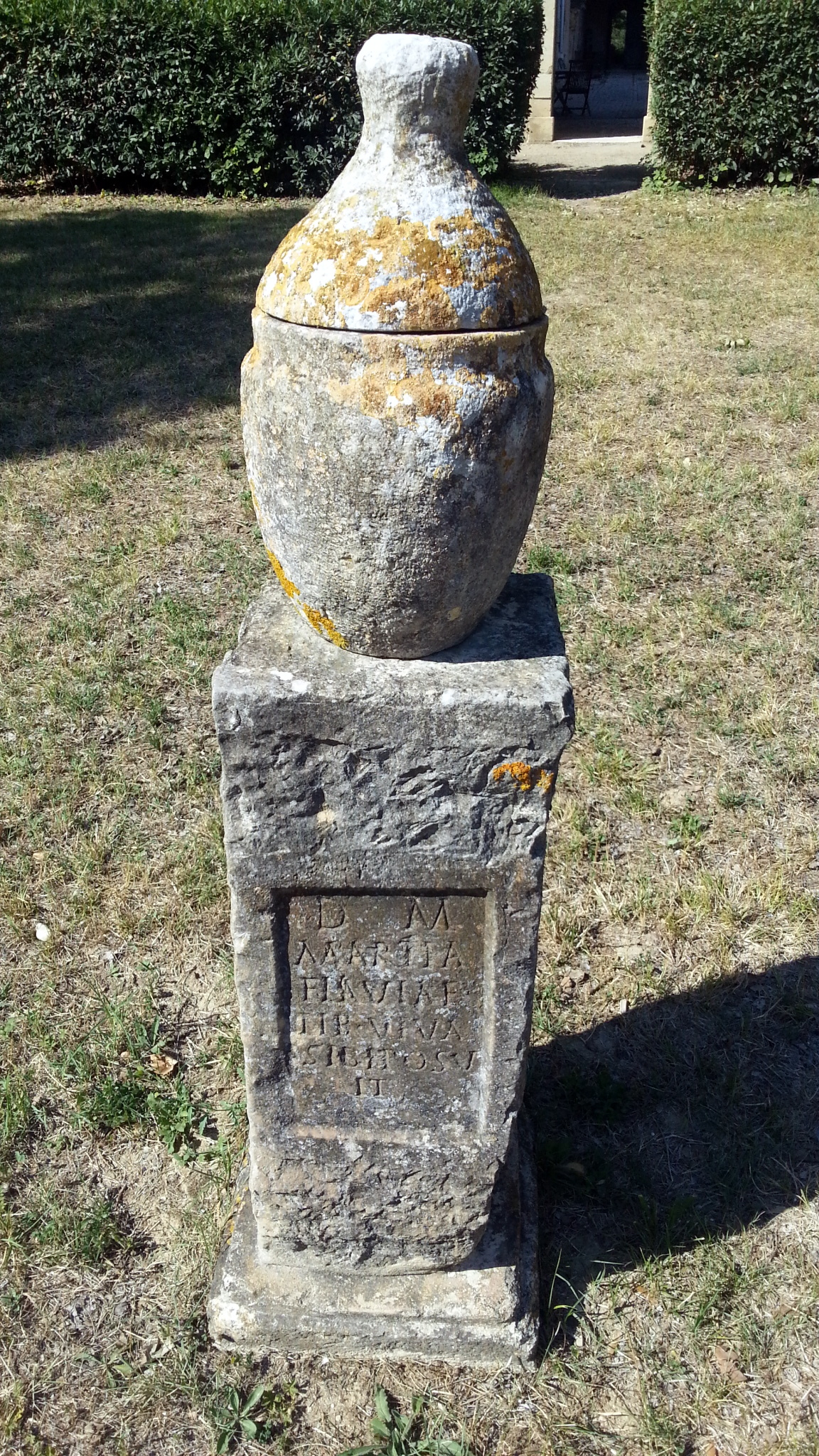
Urna funeraria romana en el « Château de Tellan ».
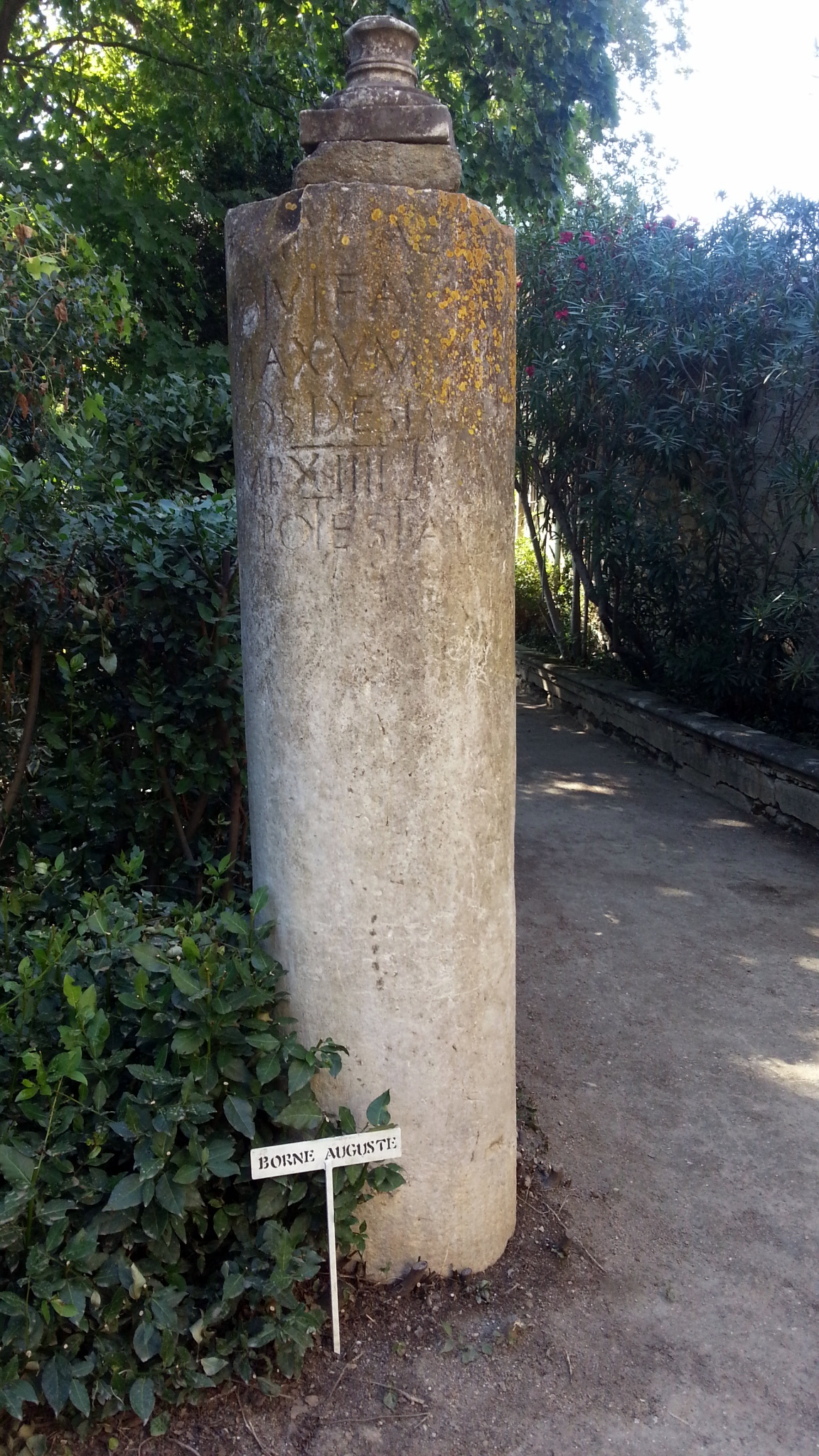
Mojón miliar de Augusto en "Château de Teillan".
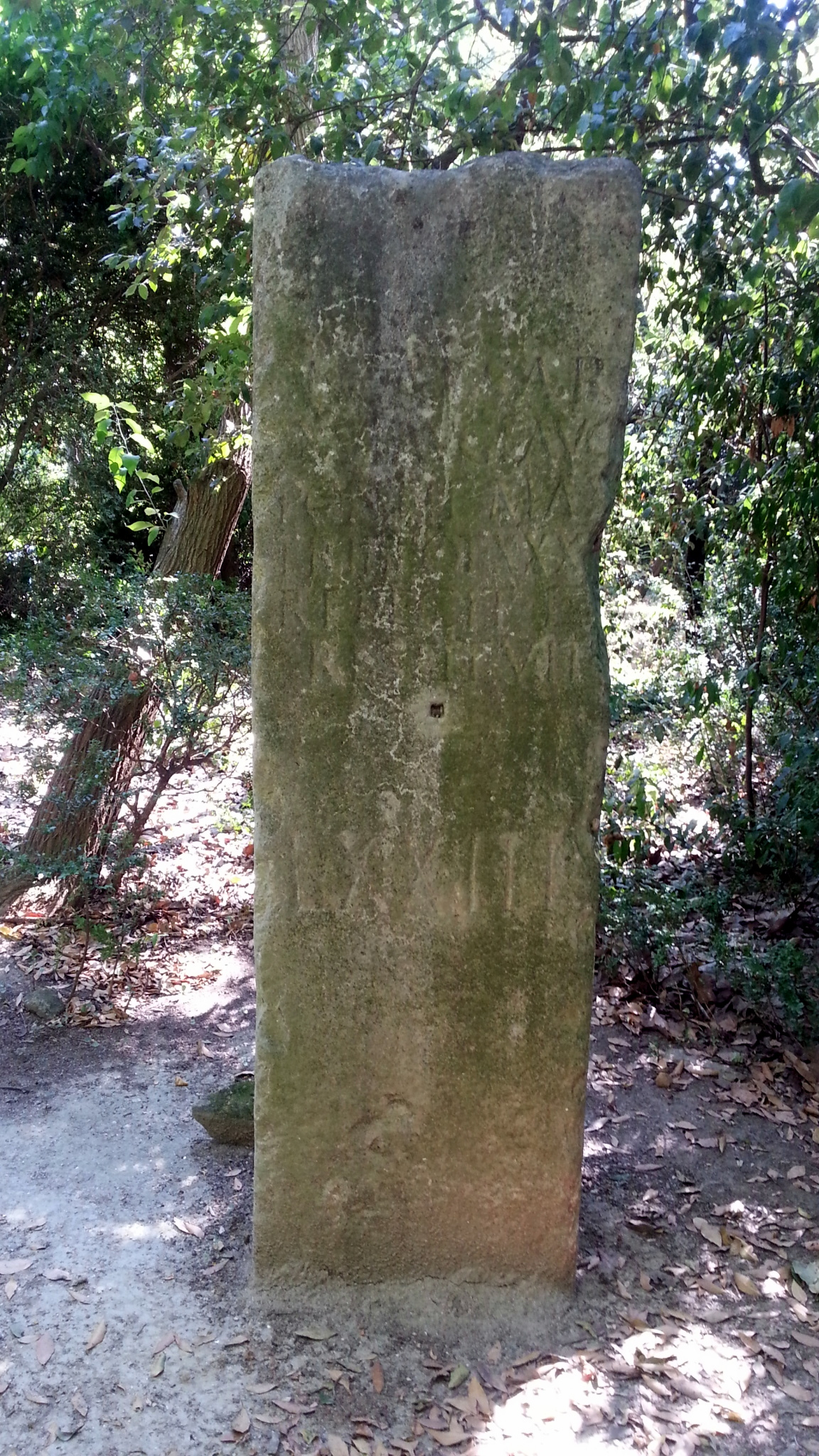
Mojón miliar de Tiberio en "Château de Teillan".

Detalles
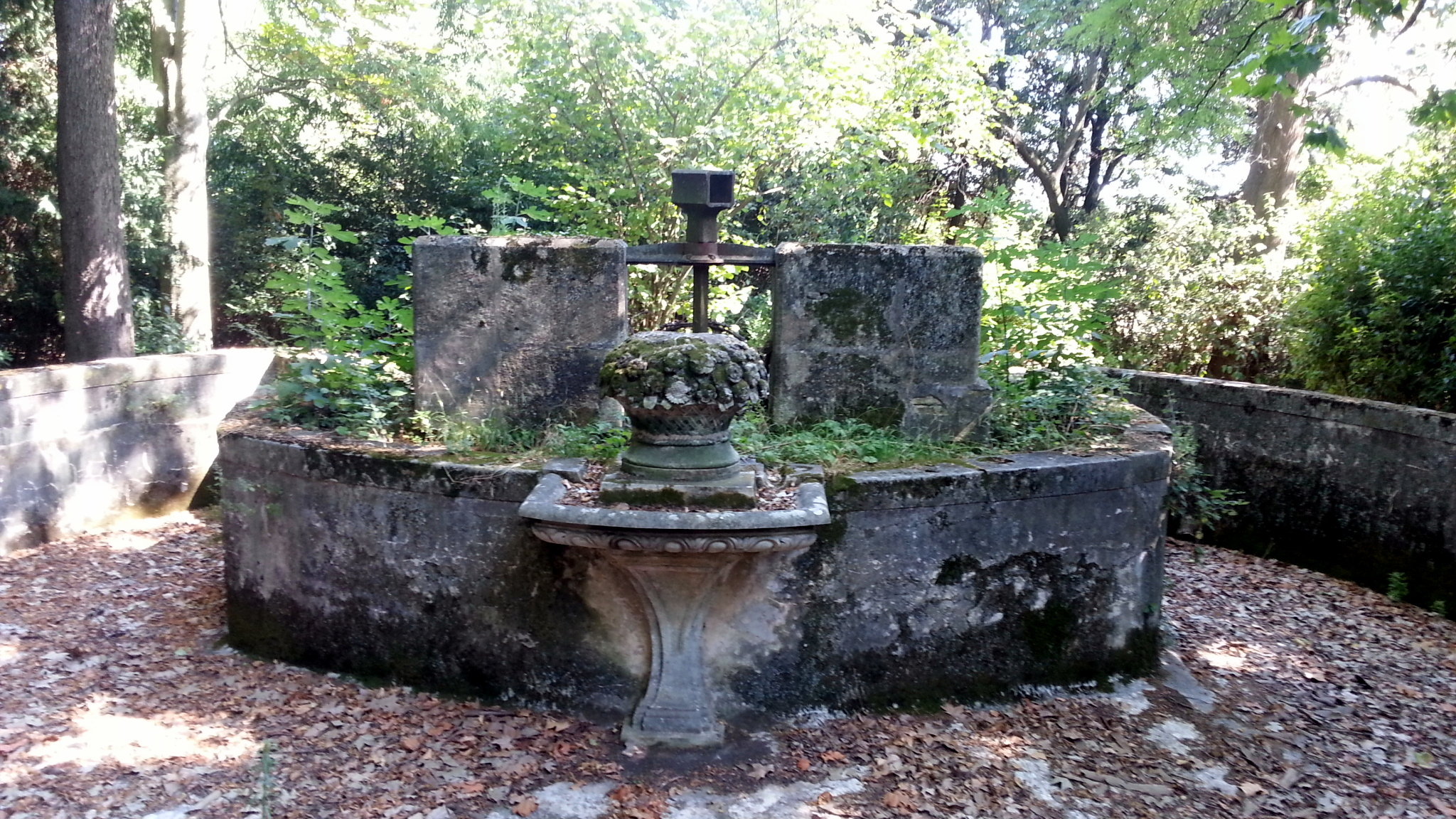
Noria en el "Château de Teillan".
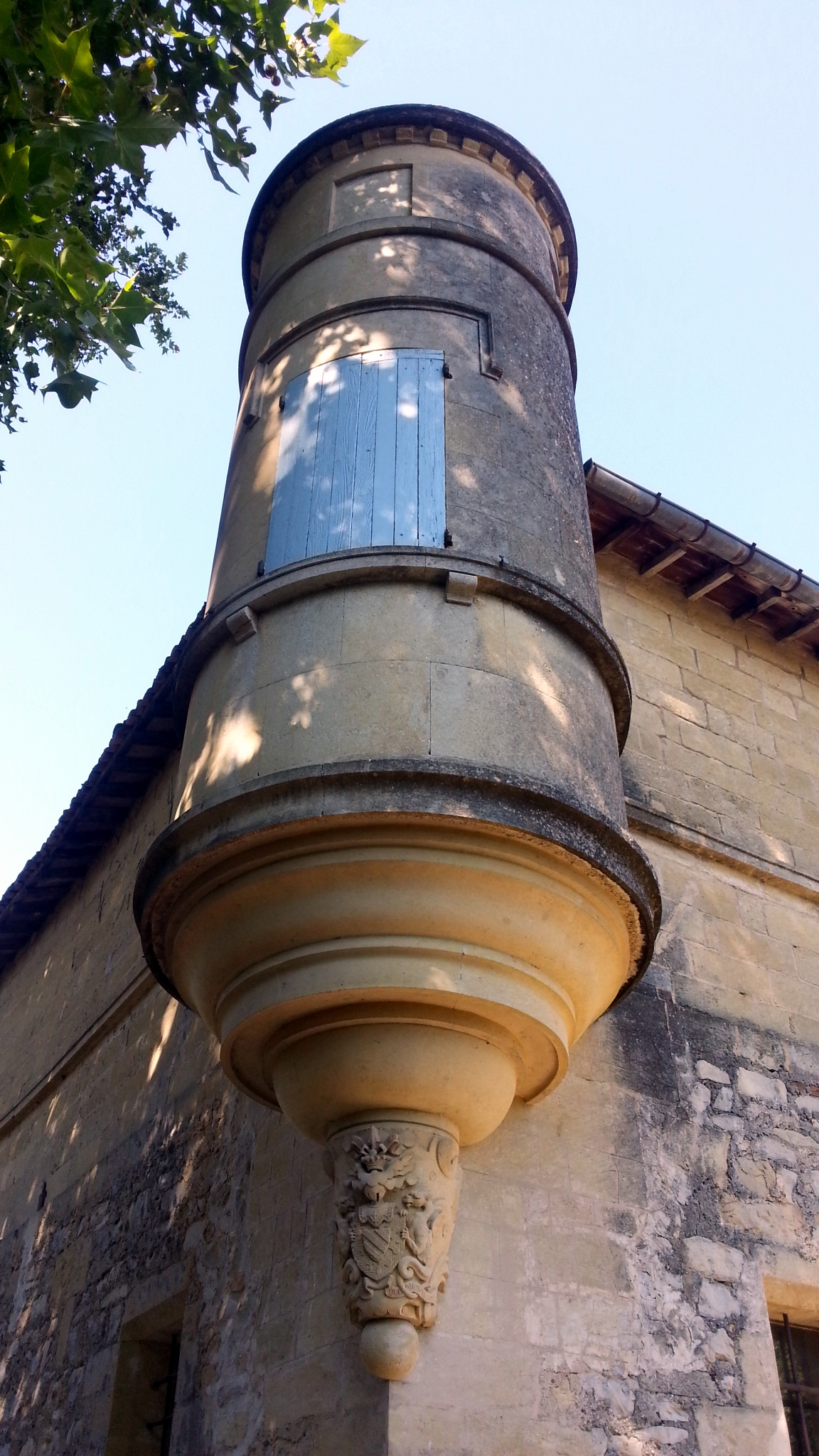
Esquina en el « Château de Teillan ».
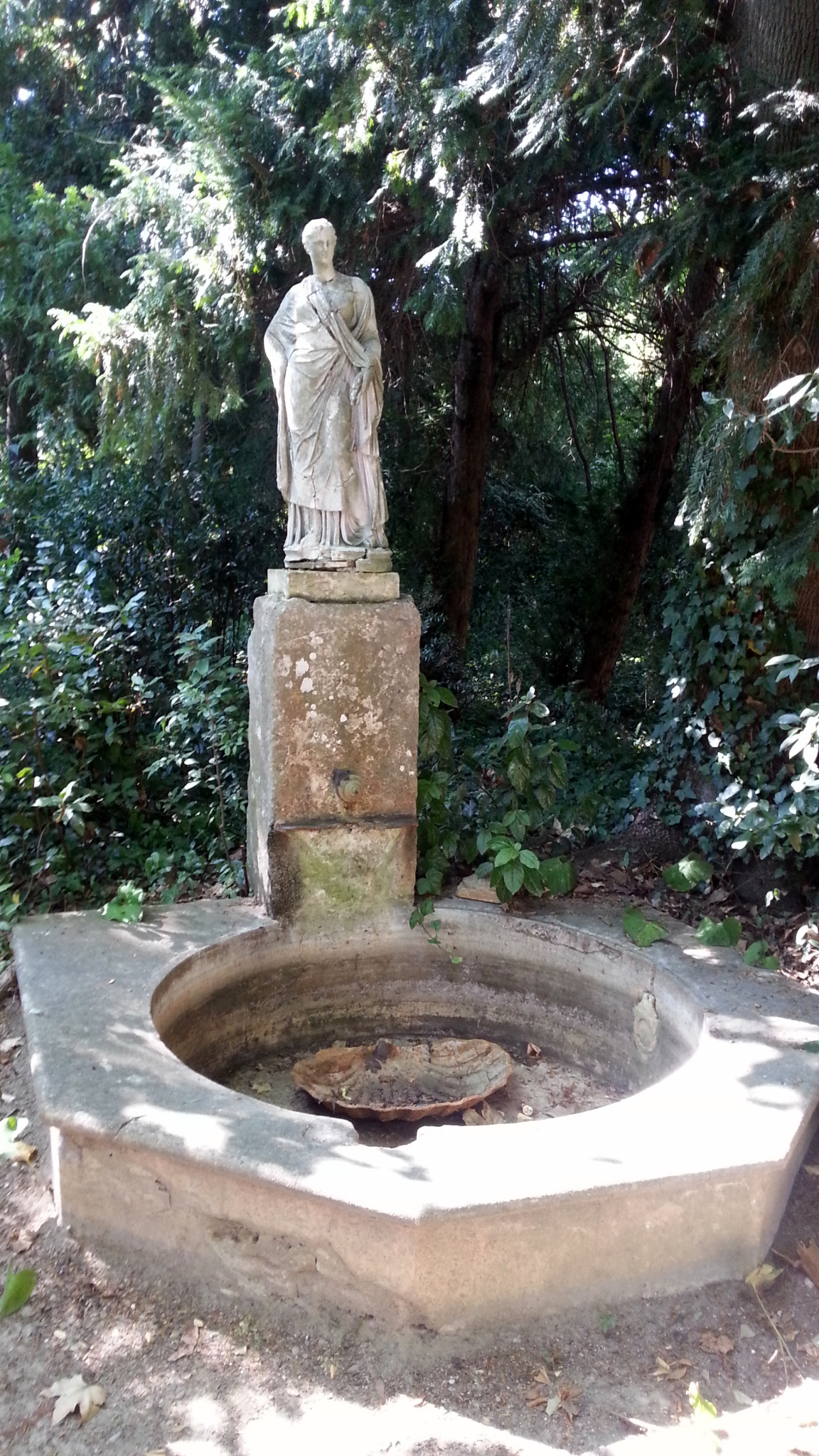
Estatua en fuente.
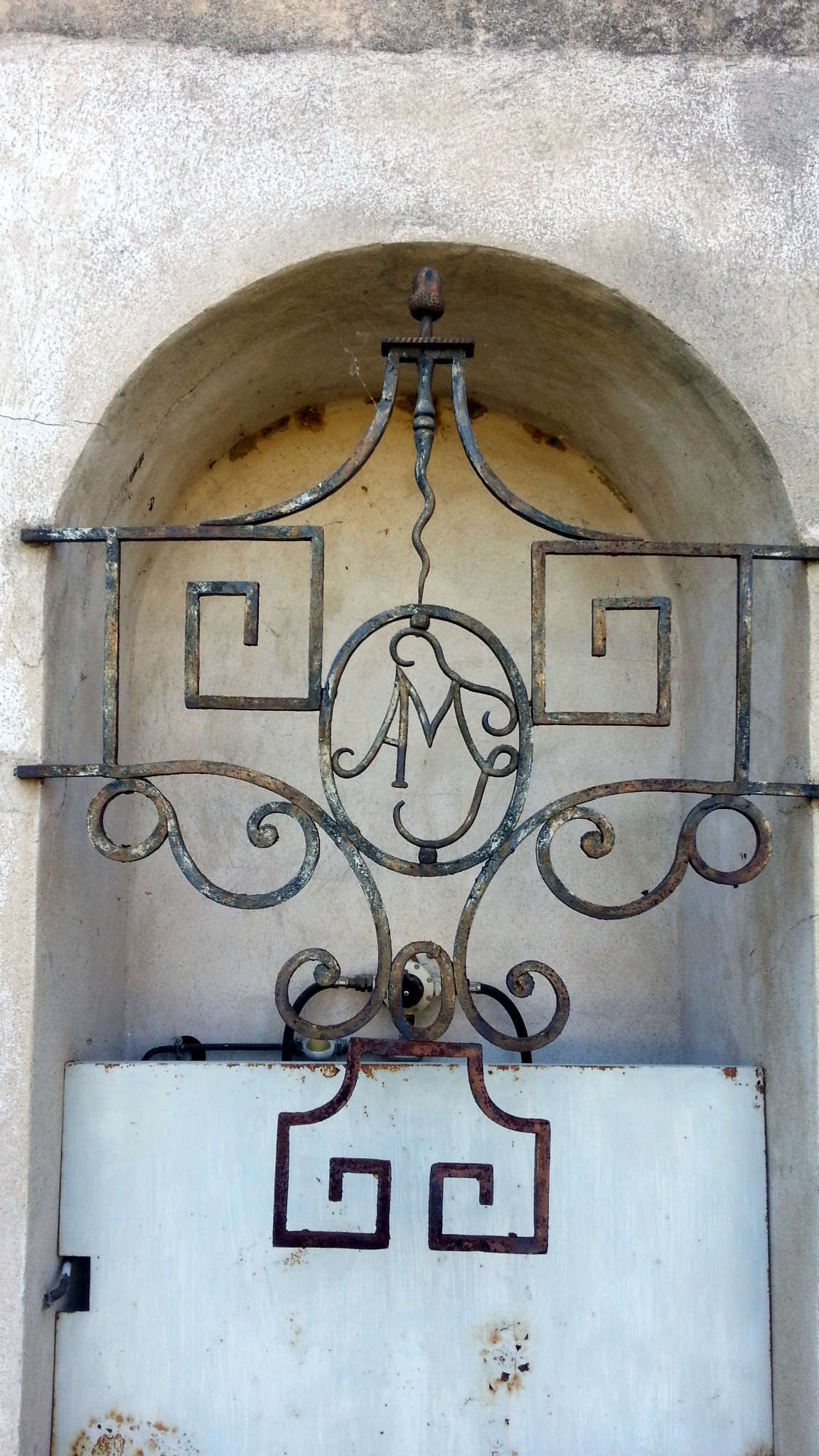
Reja de hierro forjado.
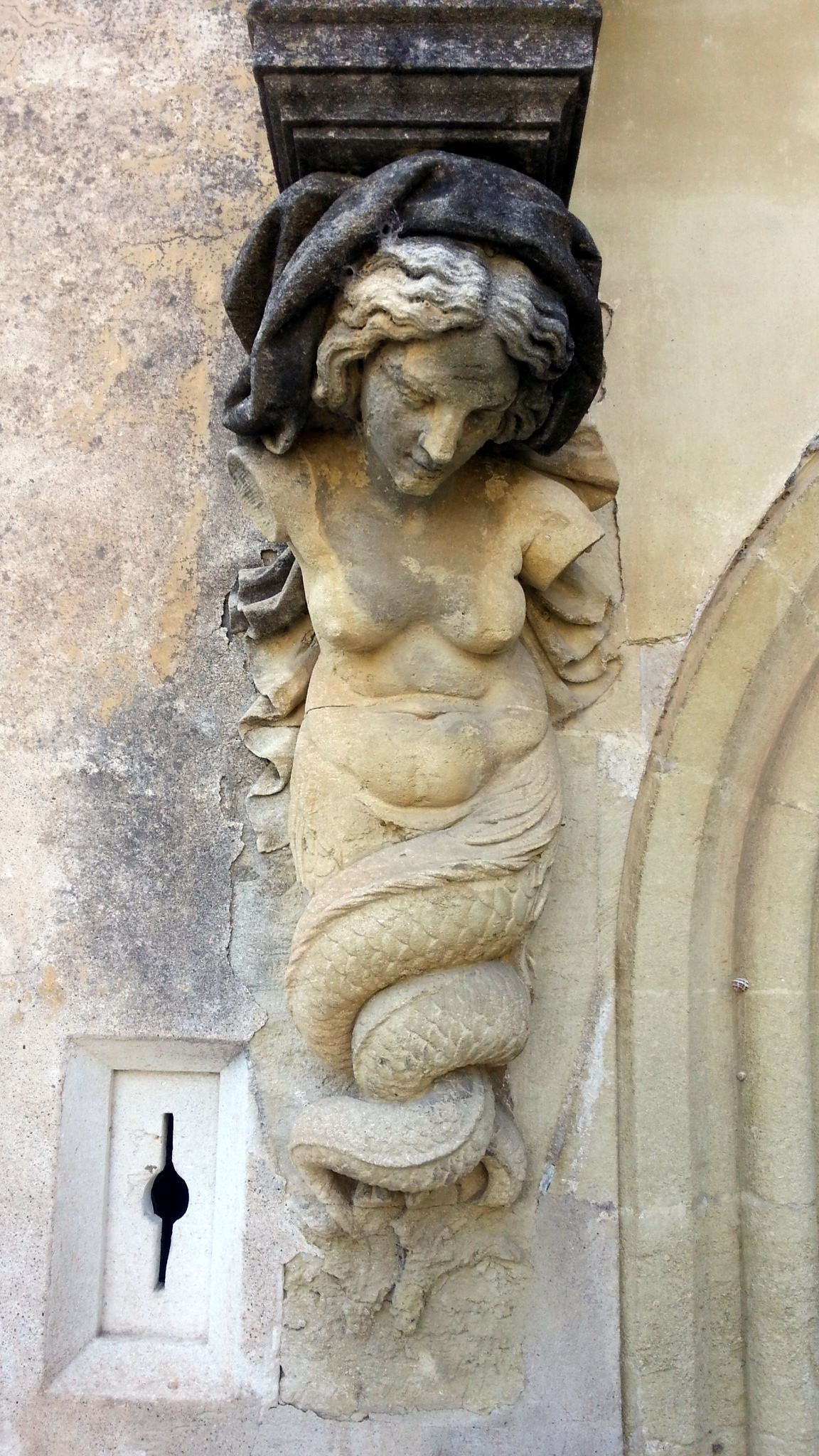
Ornamento en la puerta.
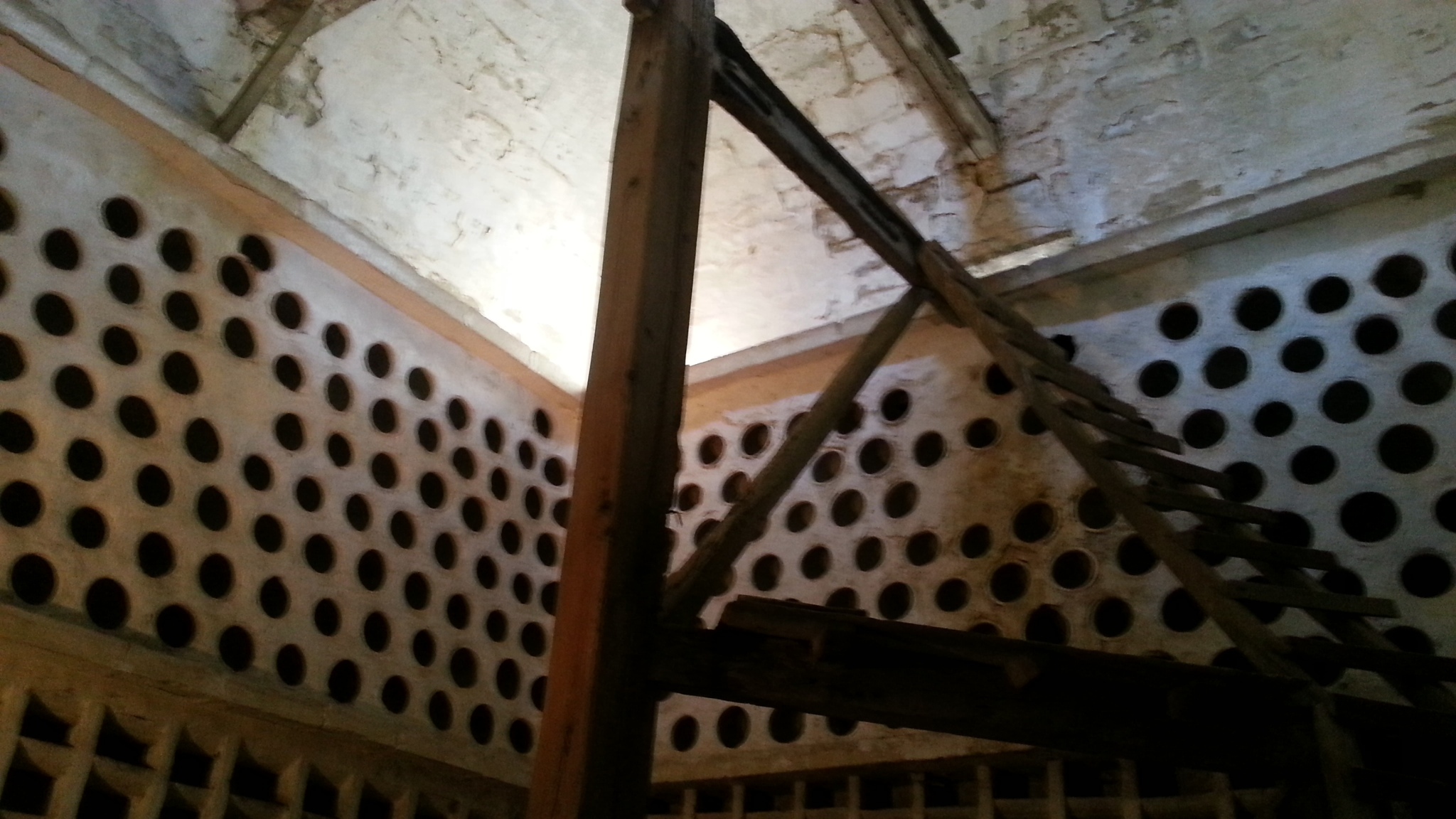
Interior del palomar